# Børnesygdom
En børnesygdom er en ofte smitsom sygdom, der kun eller fortrinsvis rammer børn. 
Mange børnesygdomme er epidemiske sygdomme, som patienten efter sygdommen herefter har en livslang immunitet imod. Denne immunitet er livslang, da vira ikke er særligt variable, og derfor ikke kan mutere for at undgå immunforsvaret.
Eksempler på børnesygdomme er:
- Skoldkopper
- Mæslinger
- Kighoste
- Skarlagensfeber
- Lussingesyge
- Fåresyge,
- Røde hunde,
- Tredagesfeber

Udtrykket bruges også om problemer og fejl, der opstår under konstruktionen af et nyt, hidtil uprøvet, produkt.